# Принц Химмельблау и Фея Люпина
«Принц Химмельблау и фея Люпина» (нем. Prinz Himmelblau und Fee Lupine) — сказочный фильм серии «Шесть одним махом» 2016 года режиссёра Маркуса Дитриха. Он основан на сказке о фее Кристофа Мартина Виланда из его сборника сказок «Джиннистан». Принца Химмельблау сыграл Йонатан Берлин, фею Люпину — Руби О. Фи.

## Сюжет
Принц Химмельблау сам хочет выбрать себе невесту, поэтому отправляется на поиски вместе со своим оруженосцем Фредом. На краю своих владений, на лугу недалеко от деревни фей, он обнаруживает прелестную Люпину. Она заинтересовывается в незнакомцах, но всё же убегает из-за своей застенчивости. Химмельблау разрешает разбить лагерь на ночь, потому что он хочет взять с неё обещание, что они снова встретятся здесь вечером.
Королева наблюдала за встречей её сына с феей через волшебный бинокль и была недовольна случившимся, поскольку хотела выбрать состоятельную принцессу в качестве жены для своего принца. Кроме того, она презирает фей и помогает ведьме Конфидант избежать изгнания, чтобы наслать проклятье, которое разрушит 'счастье молодых'.
Химмельблау получает холодное сердце, а Люпина становится уродливой. После этого Химмельблау отвергает её, ведьма торжествует. Теперь она меняет чары каждую ночь: один красив, но холоден, другая добра, но уродлива.[уточнить]
После того, как королева увидела своего сына в уродливом состоянии, она просит ведьму, чтобы та сняла с него чары. Однако ведьма планирует сделать из него раба, чтобы он так и занял трон. Так начинается настоящая охота между ведьмами и феями, благодаря чему Люпина покоряет принца и помогает сбежать от ведьмы. Ведьма хватает их и убивает принца Химмельблау, но потом умирает сама из-за пения фей и исчезает.
Сестра Люпины пытается спасти Химмельблау, но Люпина должна отдать свою жизнь за него. Затем Химмельблау просыпается, узнаёт её и целует уже мертвую, которая после этого просыпается — проклятье спало. Затем идут две пары — Химмельблау и Люпина, его оруженосец и её сестра — вместе на бал фей.

## Производство
Произведено совместно RB, MDR и NDR. Фильм создавался с 21 июня по 8 июля 2016 года в Бремене, Фердене, Шваневеде и в замке Фалькенштайн в земле Саксония-Анхальт. Премьерный показ состоялся 25 декабря 2016 года.